# 20 Anos: Antologia Acústica
| Críticas profissionais                                                      | Críticas profissionais |
| Avaliações da crítica                                                       | Avaliações da crítica  |
| Fonte                                                                       | Avaliação              |
| --------------------------------------------------------------------------- | ---------------------- |
| allmusic                                                                    | [ 1 ]                  |
| Esta tabela precisa de ser acompanhada por texto em prosa. Consulte o guia. |                        |

20 Anos: Antologia Acústica, mais conhecido simplesmente por Antologia Acústica, é uma coletânea musical do cantor brasileiro Zé Ramalho, lançada pelo selo musical BMG em 1997. Trata-se de uma compilação de canções do músico regravadas em formato acústico que foi lançado no mesmo ano que 20 Anos de Carreira, caixa comemorativa com três discos referenciando a obra de Zé. Em 2005, obteve disco de platina triplo pelas mais de 750.000 cópias vendidas.

## Faixas
Todas as músicas foram escritas por Zé Ramalho, exceto onde estiver indicado.

### Disco 1
| CD 1 |                                |                                            |                          |         |  |
| N.º  | Título                         | Compositor(es)                             | Álbum Original           | Duração |  |
| 1.   | "Avôhai"                       |                                            | Zé Ramalho (1978)        | 5:15    |  |
| 2.   | "Chão de Giz"                  |                                            | Zé Ramalho (1978)        | 4:32    |  |
| 3.   | "Beira-Mar"                    |                                            | Zé Ramalho 2 (1979)      | 4:21    |  |
| 4.   | "Vila do Sossego"              |                                            | Zé Ramalho (1978)        | 3:32    |  |
| 5.   | "Canção Agalopada"             |                                            | A Terceira Lâmina (1981) | 4:16    |  |
| 6.   | "A Terceira Lâmina"            |                                            | A Terceira Lâmina (1981) | 3:53    |  |
| 7.   | "Eternas Ondas"                |                                            | A Força Verde (1982)     | 4:00    |  |
| 8.   | "Garoto de Aluguel (Taxi Boy)" |                                            | Zé Ramalho 2 (1979)      | 5:14    |  |
| 9.   | "Táxi Lunar"                   | Alceu Valença, Geraldo Azevedo, Zé Ramalho | Orquídea Negra (1983)    | 3:56    |  |
| 10.  | "Kryptonia""                   |                                            | Orquídea Negra (1983)    | 4:55    |  |

| CD 2           |                                                                                           |                                           |                               |         |  |
| N.º            | Título                                                                                    | Compositor(es)                            | Álbum Original                | Duração |  |
| 1.             | "Frevo Mulher"                                                                            |                                           | Zé Ramalho 2 (1979)           | 4:40    |  |
| 2.             | "Banquete de Signos"                                                                      |                                           | A Força Verde (1982)          | 3:45    |  |
| 3.             | "Força Verde" (Baseado no poema de W. B. Yeats)                                           |                                           | A Força Verde (1982)          | 3:28    |  |
| 4.             | "Admirável Gado Novo"                                                                     |                                           | Zé Ramalho 2 (1979)           | 5:06    |  |
| 5.             | "Galope Rasante"                                                                          |                                           | A Terceira Lâmina (1981)      | 3:58    |  |
| 6.             | "Bicho de 7 Cabeças" (Canção instrumental)                                                | Geraldo Azevedo, Zé Ramalho, Renato Rocha | Zé Ramalho (1978)             | 4:23    |  |
| 7.             | "Mulher Nova, Bonita e Carinhosa Faz O Homem Gemer Sem Sentir Dor"                        | Zé Ramalho, Otacílio Batista              | Décimas de um Cantador (1987) | 3:54    |  |
| 8.             | "Pepitas de Fogo"                                                                         |                                           | A Força Verde (1982)          | 3:12    |  |
| 9.             | "Jardim das Acácias II"                                                                   |                                           | Faixa Inédita                 | 4:59    |  |
| 10.            | "Batendo na Porta do Céu" (tradução da canção "Knockin' on Heaven's Door", de Bob Dylan)) | Bob Dylan / Versão: Zé Ramalho            | Faixa Inédita                 | 3:46    |  |
| Duração total: | Duração total:                                                                            | Duração total:                            | Duração total:                | 84:36   |  |

## Créditos
| - Zé Ramalho - Vocais, Violão - Geraldo Azevedo - Guitarra acústica (Faixa 9) - Roberto Frejat - Guitarra acústica (Faixas 2, 7) - Arthur Maia - Baixolão (Faixas 1, 3, 5, 12, 14, 15, 18, 19) - Chico Guedes - Baixolão (Faixas 5, 6, 7, 8, 9, 10, 13, 17, 20) - Robertinho de Recife - Arranjos (Faixas on tracks 1, 7, 8, 10, 11, 13, 14, 19, 20), Sitar (Faixas 1, 11), Violão de doze cordas (Faixas 4, 10), Viola caipira (faixas 5, 9, 12, 17), Viola caipira de 12 cordas (faixas 13, 20), Viola dobra (Faixa 14), Guitarra portuguesa (Faixas 6, 18), Guitarra acústica (Faixas 8, 19) - Milton Guedes - Gaita de boca (Faixa 5) - Renato Massa - Baterias (Faixas 7, 8, 10, 13, 17, 19, 20) - João Firmino - Percussão (Faixas 1, 3, 4, 5, 6, 8, 11, 12, 14, 15, 18) | - Zé Gomes - Percussão (Faixas 1, 3, 4, 6, 11, 12, 14, 15, 18) - Dominguinhos - Acordeon(Faixas 3, 6, 12, 14, 15, 17) - Luiz Antônio - Arranjos de cordas (Faixa 3), Piano (Faixas 4, 7, 19), Teclados (Faixas 8, 9, 10, 13, 19, 20), Arranjos (Faixa 10), Ney (Faixa 11), Tambor de aço (Faixa 18) - Toti Cavalcanti - Flauta - Ricardo Rente - Sax Soprano - Roberta Little - Coro (Faixas 4, 14), Vocais principais (Faixas 17, 20) - Lucy Louro - Coro (Faixas 4, 14, 20) - Fábio Mondego - Coro (Faixas 4, 14, 20) - Otto Guerra - Coro (Faixas 4, 14, 20) - Otonelson - Coro (Faixas 4, 14) |